# Барбіон жовтогорлий
Барбіон жовтогорлий (Pogoniulus subsulphureus) — вид дятлоподібних птахів родини лібійних (Lybiidae).

## Поширення
Вид поширений в Західній і Центральній Африці від Гвінеї до Уганди. Ізольована популяція є на заході Анголи. Населяє тропічні ліси, узлісся, болотні ліси, а також старі вторинні ліси та гірські ліси. Трапляється від рівня моря до висоти 2100 метрів.